# Сиддикова, Энахон Абдурахимовна
Энахон Абдурахимовна Сиддикова (28 августа 1958, Алтыарыкский район, Ферганская область — 13 января 2023, Фергана) — народная поэтесса Узбекистана, общественный деятель, член Сената Олий Мажлиса.

## Биография
Родилась 28 августа 1954 года в Алтыарыкском районе Ферганской области. В 1976 году окончил филологический факультет Ферганского государственного педагогического института. В 1976—1996 годах — учитель узбекского языка и литературы в школах Алтыарыкского и Ферганского районов, директор школы, в 1996 году — второй секретарь Ферганского района НДП Узбекистана, в 1990—1997 годах — корреспондент для газет «Ферганская правда» и «Правда Ферганы».

Автор поэтических сборников «Черноглазые журавли», «Суманбар Насим», «Кунгил уфклари», «Ишк ифори», а также публицистических книг «Кизойимларга келинлик сабоклари», «Тиббиёт фидойилари», «Халоскорлик», «Эъзозли аёллар».
Народный поэт Узбекистана (2016)
Награждена орденами «Дустлик» (2004) и «Эл-юрт хурмати» (2009).
Председатель Ферганского отделения Союза писателей Узбекистана (с 2001 г.), главный редактор еженедельника «Калб садоси».
С 2015 года член Сената Олий Мажлиса.
Умерла 13 января 2023 года.